# Desiré Duwaerts

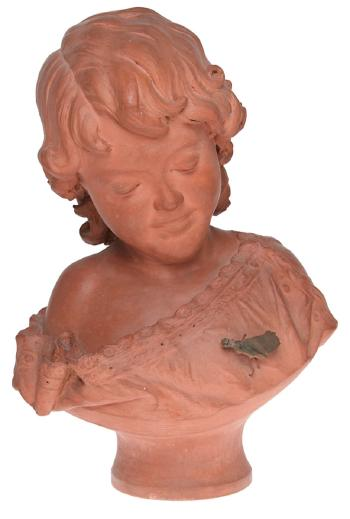
Jong meisje met vlinder op de borst (1884)

Desiderius Edouardus (Desiré) Duwaerts (Diest, 17 maart 1850 - aldaar, 30 december 1901) was een Belgisch beeldhouwer. 

## Leven en werk
Hij was de zoon van de uit Tienen afkomstige handelaar Joseph Duwaerts. In 1867 ging hij naar de Koninklijke Academie voor Schone Kunsten van Antwerpen waar hij tot 1873 les kreeg van onder meer Jozef Geefs. In 1877 kreeg Duwaerts een eervolle vermelding met de derde prijs in de Belgische Prix de Rome. Hij nam regelmatig deel aan tentoonstellingen zoals het Salon van Gent en het Salon van Antwerpen.
Duwaerts beeldhouwde voornamelijk bustes en genrestukken in brons, witmarmer en terracotta. De Koninklijke Musea voor Schone Kunsten van België zijn in het bezit van een bronzen buste Laurent Delvaux. In 1889 vervaardigde Duwaerts een medaillon in bas-reliëf Frans Floris op de gevel van het Koninklijk Museum voor Schone Kunsten Antwerpen. Het museum zelf is in het bezit van een borstbeeld Lucas Vorsterman uit 1892.

## Andere werken in openbaar domein
- Sint-Servatiuskerk van Kersbeek, twee gepolychromeerde beelden (Heilig Hart van Jezus en Heilig Hart van Maria), 1875
- Onze-Lieve-Vrouwekerk van Diest, communiebank met vier heiligenbeelden, 1878
- buste Paus Leo XIII, 1878
- Sint-Norbertuskerk van Antwerpen, eiken beeld van Sint-Norbertus, 1883 (in 1901 in de kerk geplaatst, in 1975 vervangen door een replica)
- Kruisherenkerk van Diest, beeld Jan Berchmans, 1888
- Sint-Sulpitiuskerk van Diest, marmerreliëf Gedenkteken Boerenkrijg, 1898
- Inkomhal gebouw van de Koninklijke Academie voor Nederlandse Taal- en Letterkunde te Gent, witmarmeren buste Karel Lodewijk Ledeganck

## Literatuur

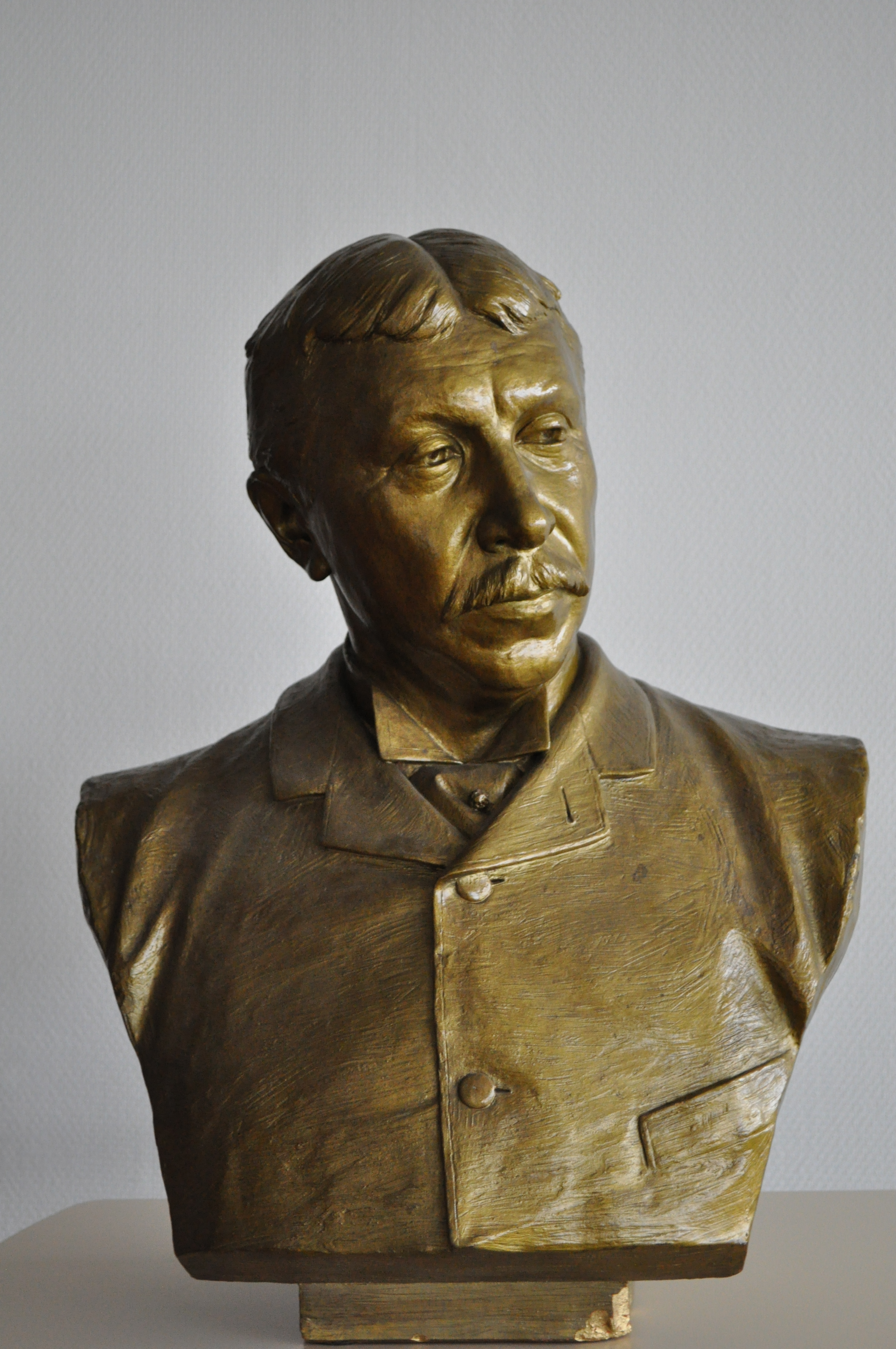
Buste van onbekend persoon, 1891